# Єва Врхліцька
Єва Врхліцька (справжнє прізвище — Фріда) (чеськ. Eva Vrchlická; нар. 6 березня 1888, Прага — пом. 18 липня 1969, Прага) — чеська актриса театру і кіно, журналістка, драматург, поетеса і письменниця. Лауреатка Державної премії Чехословаччини (1931). Заслужений художник (діяч мистецтв) Чехословаччини (1953).

## Біографія
Народилася Єва Врхліцька 1888 року в сім'ї видатного чеського поета, драматурга Ярослава Врхліцького. Вона була середньою з трьох дітей родини.
Навчалася з 1907 року акторській майстерності під керівництвом Едуарда Вояна і Марії Гюбнерової. У 1908 році почала працювати в театрі Уранія, з 1910 року грала на сцені Національного театру в Брно, в 1911 р. — перейшла до колективу Національного театру в Празі.

## Особисте життя
Єва Врхліцька була тричі одружена. Першим чоловіком став перекладач Яромір Неволе (1886—1926). Він публікувався під псевдонімом Jarka Nevole. 9 червня 1911 року у них народилася дочка Єва. Шлюб тривав з 1910 по 1918 роки.
Другим чоловіком Єви у 1920 році став Едмунд Завржель (1891—1940). Шлюб було розірвано приблизно в 1930 році.
У 1934 році Єва одружилась з перекладачем творів Шекспіра Еріком Адольфом Содеком (1904—1963), що мав єврейське походження.

## Ролі в кіно
З 1919 року Єва Врхліцька знімалася в кіно.
- Yorickova lebka (1919)
- Stavitel chrámu (1920)
- Žena pod křížem (1937)
- Rukavicka (1941)
- Divá Bára (1949) і ін

## Літературна творчість
Була літературним журналістом, автором поетичних збірок, прози для дітей та юнацтва, мемуарів, фантастичних творів і сценаристом (автор сценарію фільму «Kríz u potoka» (1937)).
Перекладала з німецької та російської мов.

## Вибрані твори
- Bílá, červená, modrá (три жіночих повісті, 1921)
- Cestou necestou (книга спогадів, 1946)
- Ганна пролетарка (п'єса, 1952)
- Dětství s Vrchlickým (1953)
- Básně: Výbor (збірка віршів, 1953)
- Básník s dětmi (вірші, 1956)
- Dětství a mládí s Vrchlickým (1988).